# Alter Kornspeicher (Neustrelitz)

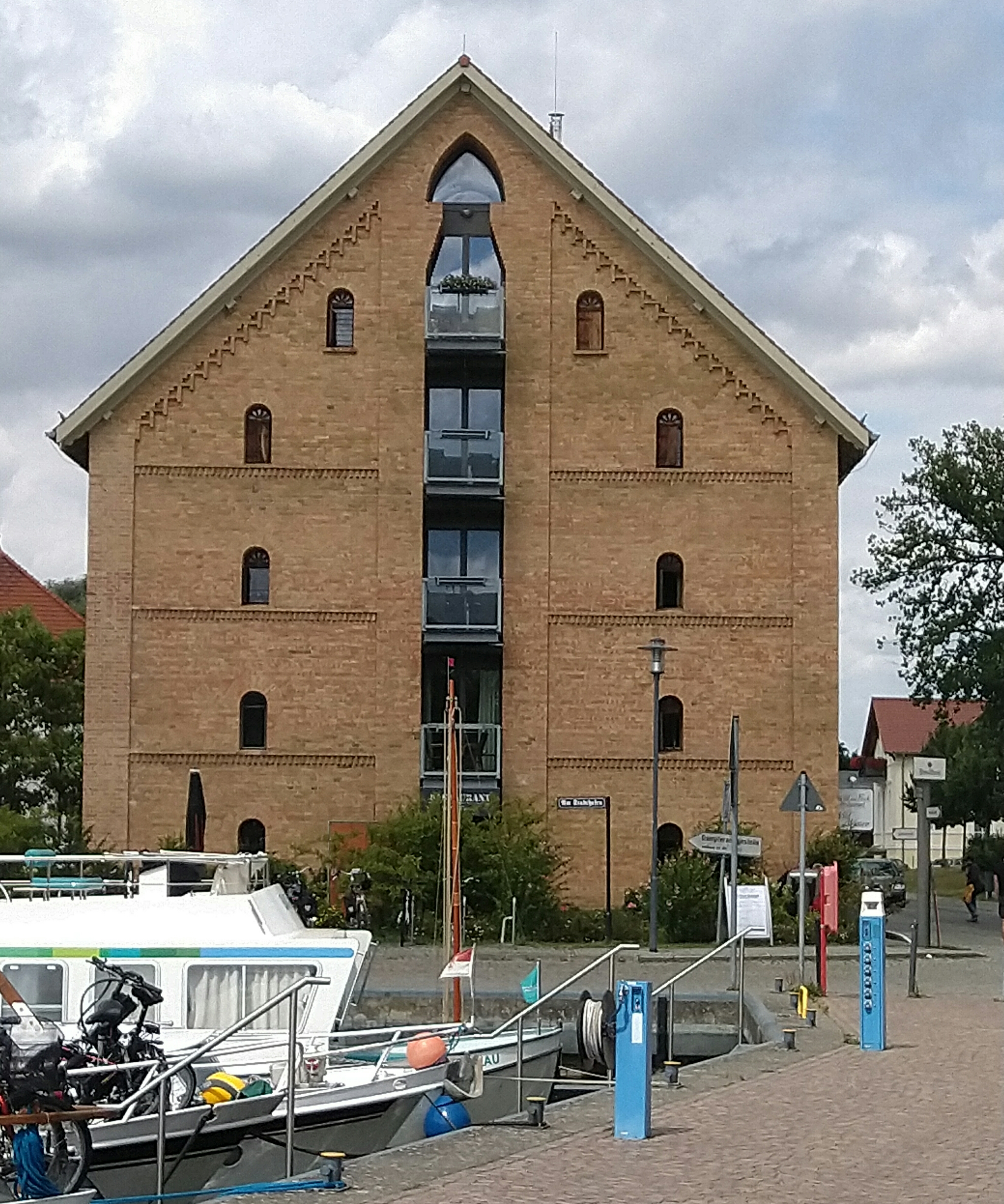
Der Kammerspeicher – von der Hafenpromenade aus gesehen

Der Alte Kornspeicher, auch als Kammerspeicher  bezeichnet, wurde 1852 am Neustrelitzer Stadthafen als Getreidespeicher erbaut. Heute befindet sich das Hotel/Restaurant „Alter Speicher“ und das Café „BOHN APARTE“ mit eigener Kaffeerösterei im denkmalgeschützten Gebäude.

## Geschichte

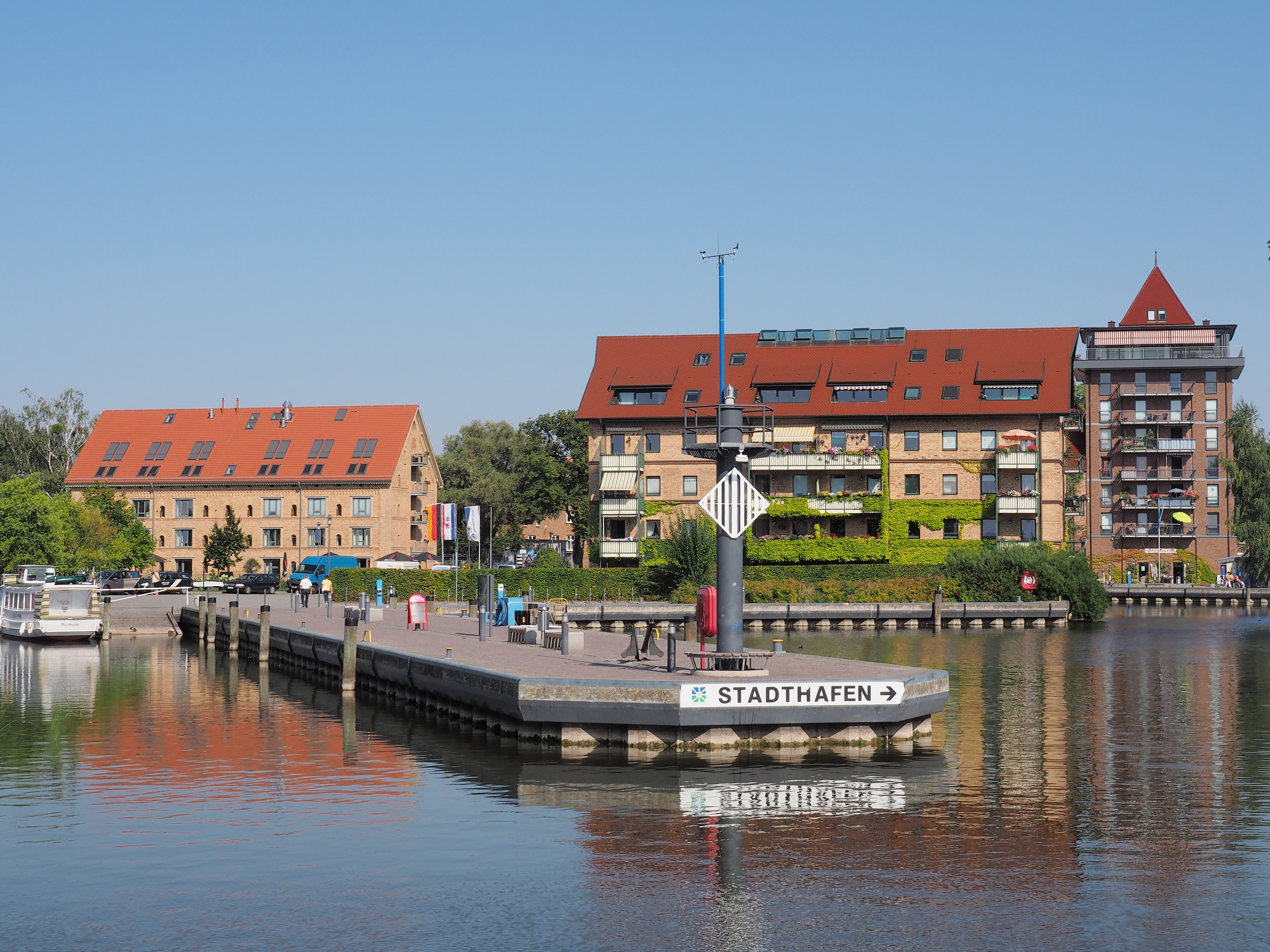
Mole an der Hafeneinfahrt, links im Bild der Kammerspeicher

Der Kammerspeicher wurde 1852 als Getreidespeicher  im Auftrag der Großherzoglichen Hofkammer von Mecklenburg-Strelitz als Bauherr, nach Plänen des damaligen Landesbaumeisters Friedrich Wilhelm Buttel errichtet.
In der DDR-Zeit (1949–1990) wurden die drei Speichergebäude  am Stadthafen – bis zur Einstellung der Nutzung des Hafens für Be- und Endladearbeiten in den 1970er Jahren – als Korn- und Futtermittellager vom Großhandelsbetrieb Waren des täglichen Bedarfs (WtB) und der Bäuerlichen Handelsgenossenschaft (BHG) genutzt.
Nach der deutschen Wiedervereinigung (1990) und einer zehnjährigen Planungsphase  wurde der Kammerspeicher 2014 zu einem Hotel mit 15 Zimmern im zweiten Obergeschoss und einem Restaurant sowie einem Café mit Kaffeerösterei im Erdgeschoss umgebaut.